# Šidlov
Šidlov (Starý a Nový) jsou dvě maličké vesničky na Českolipsku, nyní součást města Zákupy, vzdáleného po silnici 3 km. Jsou rozloženy podél silnice 268 Zákupy – Nový Bor ve výšce cca 300 m n. m., v zalesněné krajině. Katastr obce je 790559.

## Historie
První zmínky o Starém Šidlovu jsou z 16. století ve spojitostí s farností Dobranov. Později zde zákupská vrchnost vybudovala dnes již neexistující panský dvůr Materhof. Ve Starém Šidlově byla roku 1887 vybudována škola, jednotřídka, kam docházely děti i z Nového Šidlova. Vyučovalo se zde německy.
Při sčítání lidu v roce 1900 měl Starý Šidlov 54 domů s 180 obyvateli, Nový Šidlov 53 domů a 130 obyvatel. Obživu měli v zemědělství, ovocnářství. Po roce 1945 byly obě části Šidlova připojeny k vedlejší vesnici Lasvice a všechny tři v roce 1960 do Zákup. Podle záznamů z roku 1965 bylo v Starém Šidlově 39 obyvatel, v Novém 43. Oblast se stala postupně chalupářskou, rekreační, zbytek obyvatelstva za prací dojíždí. Ještě v roce 2005 zde byla zemědělská farma se specializací na chov koní.

## Cestovní ruch
Přímo cestě z Šidlova do Lasvic je Teichhräberova kaplička, dnes nazývaná Šidlovská, nedávno opravená. Přes Nový Šidlov vede zeleně značená trasa 3953 pro pěší turisty ze Zákup na Svojkov, končící u Záhořínské kaple. V obci je zastávka autobusů ČSAD Česká Lípa linky mezi Zákupy a Novým Borem.

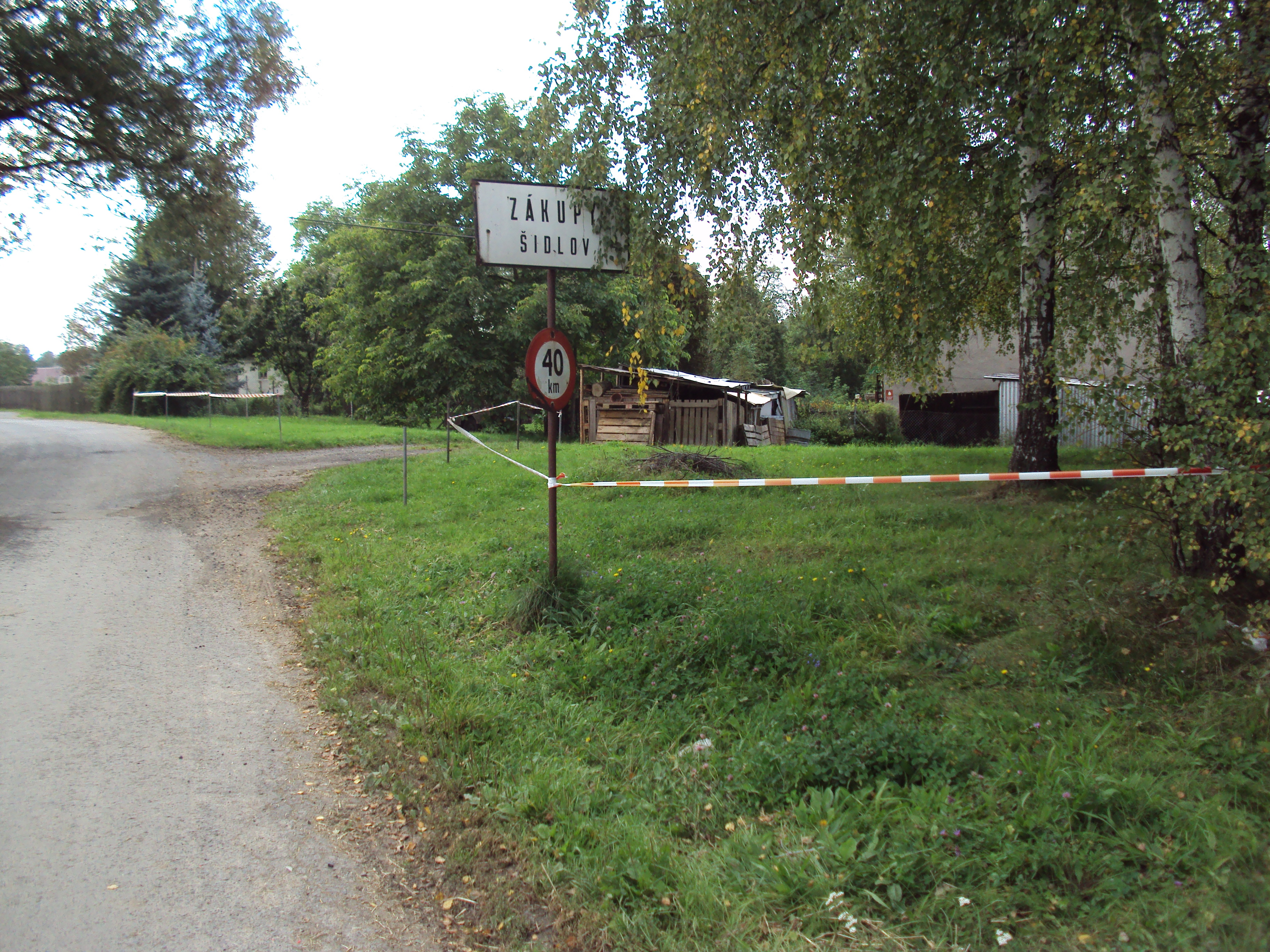
Odbočka z silnice do Nového Boru

## Jiné zajímavosti
V říjnu 2013 se zde konala kynologická soutěž.